# Lago di Massow
Il lago di Massow è un lago tedesco sito nel Land del Meclemburgo-Pomerania Anteriore, circondario della Piana dei laghi del Meclemburgo.
Di modeste dimensioni, ha una superficie a pelo d'acqua di 113,3 ha, una larghezza massima di 1600 m² ed una lunghezza massima di 800. Prende il nome dal vicino comune di Massow. È alimentato dal fiume Elde, cui si collega anche attraverso il suo emissario, un canale artificiale.
Sull'angolo sud orientale vi è uno stabilimento balneare il quale è collegato alla pista ciclabile che attraversa tutti i comuni della comunità amministrativa di Amt Röbel-Müritz.